# Florizel Glasspole
Sir Florizel Glasspole (25 septembre 1909, Kingston (Jamaïque) - 25 novembre 2000, Kingston (Jamaïque)) a été le troisième gouverneur général de la Jamaïque.

## Biographie
Militant du syndicat des commis dans les années 1930, Glasspole a été un des premiers membres du Parti national du peuple, il a été élu à la Chambre des représentants en 1944, de la circonscription de East Kingston et Port Royal, et a conservé son siège jusqu'à ce qu'il soit élevé au poste de gouverneur général en 1973. Il a occupé ce poste jusqu'en 1991, quand il a été remplacé par Sir Howard Cooke.
De 1955 à 1962, et de nouveau de 1972 à 1973, il a servi comme ministre de l'Éducation.